# Artes incertae
De artes incertae (Latijn: 'onzekere kunsten') vormen een van de drie hoofdgroepen van vakgebieden die in de middeleeuwen en later onderscheiden werden, naast de artes liberales en de artes mechanicae. Karakteristiek voor de vakken die onder de artes incertae vallen is dat de precieze werking (en soms ook uitkomst) niet zeker is. Voorbeelden zijn necromantie, natuurmagie, chiromantie (handleeskunde), droominterpretatie, diverse andere vormen van magie en waarzeggerij en soms ook astrologie. Dergelijke vakgebieden zou men nu als occult of esoterisch aanduiden, maar eertijds werden ze wel serieus genomen. Ze werden echter niet onderwezen in universiteiten en konden controversieel zijn. Zo is gedurende de middeleeuwen altijd het nodige te doen geweest om de diverse vormen van magie om theologische redenen.
Vormen van magie en waarzeggerij kunnen occult genoemd worden, omdat hun werking occulte verbanden in de kosmos veronderstelt. Doel daarbij is om op die verbanden in te spelen en bijvoorbeeld de natuur te manipuleren. Zo wordt bij een talisman aangenomen dat die magische krachten naar zich toetrekt; bij astrologie is er een niet-waarneembaar verband tussen hemellichamen of sterrenbeelden en bijvoorbeeld het leven van een mens; bij gebed wordt door middel van woorden en aanroep gepoogd om speciale gunsten aan te trekken van bijvoorbeeld engelen of godheden.
Artes incertae is een oude Europese term, en is dus niet van toepassing op bijvoorbeeld feng shui. Ook is de term dus specifieker dan de ruimere en modernere termen occulte wetenschappen en occultisme. Tot slot zou hier het toepassen van de term pseudowetenschap een anachronisme (presentisme) zijn.